# ميودراغ نيكوليتش
ميودراغ نيكوليتش (بالصربية: Миодргг Николић) (ولد في 22 أغسطس 1938 في بلغراد، مملكة يوغوسلافيا) المعروف أيضا باسم سيجا (بالصربية: Сија) هو لاعب كرة سلة صربي معتزل ومدرب كرة سلة.

## اللعب
نيكوليتش لعب لصالح نادي بيوغراد خلال ما يسمى بالعصر الذهبي في أواخر عقد 1950 والنصف الأول من عقد 1960 في الدوري اليوغوسلافي الأول. كان زملاؤه في الفريق هم راديفوي كوراتش وسلوبودان غورديتش وبوغومير راجكوفيتش وتريكو رايكوفيتش وميلوراد إيركيتش. مدربو بيوغراد خلال ذلك الوقت كان بوريسلاف ستانكوفيتش وألكسندر نيكوليتش وكان المدير الرياضي رادومير شابر. في تلك الفترة فازوا ببطولة الدوري اليوغوسلافي وكأس يوغسلافيا. خلال موسم 1965 أصيب نيكوليتش في المباراة على ملعبه ضد نادي أوليمبيا لكرة السلة وغاب عن بقية الموسم.
بعد التعافي من الإصابة ذهب نيكوليتش إلى تركيا حيث لعب لصالح نادي كارشياكا لكرة السلة ونادي جامعة إسطنبول التقنية لكرة السلة في الدوري التركي لكرة السلة.

### منتخب يوغوسلافيا
لعب نيكوليتش لمنتخب يوغوسلافيا لكرة السلة من 1957 إلى 1964. شارك في كأس العالم لكرة السلة (1963 في البرازيل) وأربع بطولولات أمم أوروبا لكرة السلة (1957 في بلغاريا و1959 في تركيا و1961 في يوغوسلافيا و1963 في بولندا) ودورتي ألعاب أولمبية صيفية (1960 في روما و1964 في طوكيو). حصل نيكوليتش على ميدالية فضية واحدة في بطولة العالم 1963 وكذلك ميدالية فضية واحدة (1961) وميدالية برونزية واحدة (1963) في بطولة أوروبا. كما فاز بالميدالية الذهبية في دورة الألعاب الأولمبية المتوسطية في لبنان عام 1959.

## التدريب
خلال مسيرته المهنية كان نيكوليتش مدربا للمنتخبات الوطنية في قطر والبحرين والكويت.

## الإنجازات
- بطل الدوري اليوغوسلافي: 4 (مع بيوغراد: 1958، 1960، 1963 و 1964).
- بطل الدوري التركي لكرة السلة: 1 (مع نادي جامعة إسطنبول التقنية لكرة السلة: 1969-70).
- بطل كأس يوغوسلافيا: 2 (مع بيوغراد: 1960، 1962).

## وصلات خارجية
- ميودراغ نيكوليتش على موقع الاتحاد الدولي لكرة السلة (الإنجليزية)
- ميودراغ نيكوليتش على موقع سبورتس رفرنس (الإنجليزية)
- ميودراغ نيكوليتش على موقع أوليمبيديا (الإنجليزية)

- ميودراغ نيكوليتش